# Jeanne Marine
Jeanne Marine (1965) est une actrice française. Elle est la fille de Jacques Lallemand, dit « Jacques Serizier », poète, acteur, auteur-compositeur-interprète. Elle a son premier grand rôle au cinéma dans Paulette, la pauvre petite milliardaire. Elle interprète également, à cette occasion, la chanson du film J'aime la nuit.
Elle est l'épouse du chanteur irlandais Bob Geldof. Ils se sont mariés le 28 avril 2015, après dix-huit ans de vie commune.

## Filmographie

### Cinéma
- 1982 : Que les gros salaires lèvent le doigt : Nathalie, la fille de Jœuf
- 1982 : Tout feu tout flamme  : Delphine, une des filles de Victor Valance
- 1985 : Paulette, la pauvre petite milliardaire : Paulette Gulderbilt
- 1987 : Les Oreilles entre les dents : Léa Stagnari
- 1988 : Itinéraire d'un enfant gâté : la première fiancée d’Al
- 1990 : Faux et usage de faux : Marjorie
- 1991 : Milena : Alice
- 1993 : Loin des barbares de Liria Bégéja : Alice
- 1995 : Braveheart : Nicolette
- 1995 : Montana Blues de Jean-Pierre Bisson : Patty
- 2002 : Possession : la secrétaire de l'université
- 2003 : 18 ans après : Zouzou

### Télévision

#### Téléfilms
- 1991 : Appelez-moi Tonton : Thérèse
- 1994 : Cognacq-Jay : Martine
- 2000 : Rue Oberkampf : Mathilde
- 2003 : Le gang des poupées : Marie

#### Séries télévisées
- 1996 : Maigret  (épisode Maigret et le Port des brumes) : Julie Legrand
- 1996 : Julie Lescaut : (épisodes 2 et 3 saison 5) : Céline
- 1998-2005 : Marc Eliot : Charlotte Miquel